# Lepidothelphusa cognettii
Lepidothelphusa cognettii is een krabbensoort uit de familie van de Gecarcinucidae. De wetenschappelijke naam van de soort is voor het eerst geldig gepubliceerd in 1903 door Nobili.